# Remplingen
Remplingen är en bergstopp i Antarktis. Den ligger i Östantarktis. Norge gör anspråk på området. Toppen på Remplingen är 2 650 meter över havet.
Terrängen runt Remplingen är varierad. Trakten är obefolkad. Det finns inga samhällen i närheten. 